# È sempre bello (singolo)
È sempre bello è un singolo del cantautore italiano Coez, pubblicato l'11 gennaio 2019 come primo estratto dall'album omonimo.

## Descrizione
Il brano è stato presentato, al termine di un countdown iniziato nei giorni precedenti, il 10 gennaio 2019 a Roma e Milano. È stato infatti proiettato in anteprima il videoclip del singolo sulle mura di un edificio storico alle Colonne di San Lorenzo a Milano e sulla facciata del MAXXI - Museo nazionale delle arti del XXI secolo a Roma. Riguardo al significato del testo, Coez ha spiegato:

## Video musicale
Il videoclip, girato a Brighton nel Regno Unito, è stato pubblicato il 16 gennaio 2019 attraverso il canale YouTube del rapper.

## Tracce
Testi di Silvano Albanese e Niccolò Contessa, musiche di Silvano Albanese, Niccolò Contessa e Daniele Dezi.
1. È sempre bello – 3:23

## Successo commerciale
È sempre bello ha ottenuto un buon successo in Italia, conquistando la vetta della Top Singoli e segnando la seconda numero 1 per l'artista. Al termine dell'anno è risultato essere il 31º brano più trasmesso dalle radio.

## Classifiche

### Classifiche settimanali
| Classifica (2019) | Posizione massima |
| ----------------- | ----------------- |
| Italia            | 1                 |

### Classifiche di fine anno
| Classifica (2019) | Posizione |
| ----------------- | --------- |
| Italia            | 2         |